# 피에트라산타
피에트라산타(이탈리아어: Pietrasanta)는 이탈리아 토스카나주 루카도에 있는 코무네이다. 피에에트라산타는 베르실리아의 일부이며, 알피 아푸아네 산맥의 마지막 언덕 위에 있으며, 피사에서 북쪽으로 32km 거리에 있다.

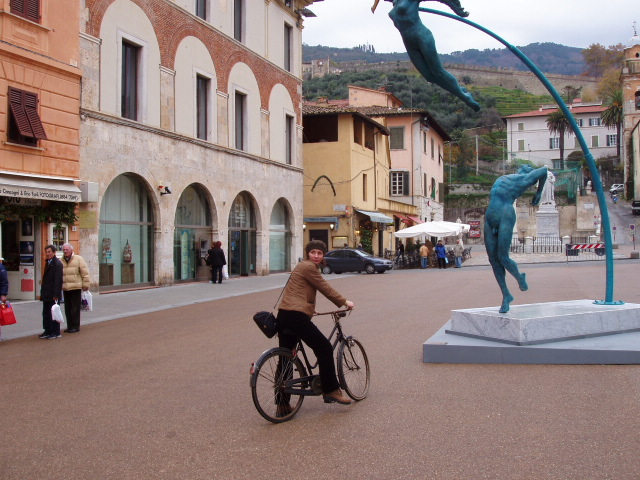
피에트라산타 주광장.

## 역사
이곳은 로마에서 기원을 하고 아직까지도 로마 시대의 벽들의 일부가 존재한다.
중세시기의 마을은 도시의 이름이 유래한 루카 구이스카르도 다 피에트라산타가 1255년에 과거에 존재했던 롬바르디아족의 요새 "로카 디 살라" (Rocca di Sala) 위에 세웠다. 피에트라산타는 제노바 공화국의 일부로 있기도 했었다 (1316년–1328년). 이 도시는 모트로네의 강가 항구와 함께 루카의 일부가 되었다고 제노바의 기록에서 1331년 처음 언급되었고, 이는 1430년까지 지속됐다. 그 이후로는 1484년까지 제노바의 소유로 다시 돌아왔다가, 그 다음부턴 피렌체의 지배권을 가진 메디치 가문에게 합병되었다.
1494년 프랑스의 군주 샤를 8세는 이 도시를 점령하였다. 메디치 가문 출신 교황 레오 10세가 피에트라산타를 그의 가문에게 돌려줄때까지 루카의 소유로 있었다.
이곳은 특히 말라리아로 인해 17세기와 18세기에 긴 쇠퇴의 시간을 겪었다. 1841년 토스카나 대공 레오폴도 2세는 여러 재건 사업 (조각술을 가르치는 학교 건물과 한때 유명했던 채석장을 재운영하는등 포함)을 촉진시켰다.
이 도시는 그 후 포르테데이마르미, 세라베차, 스타체마 (이 지역들은 베르실리아의 역사적인 중심부가 되었다)를 포함한 카피타노 디 피에라산타의 중심지가 되었다. 1861년에 신설 국가인 이탈리아 왕국에 합류했다.

## 주요 관광지
- 산 마르티노 대성당 (두오모, 13세기-14세기).
- 산타고스티노 교회 (15세기) - 로마네스크 양식으로 된 옛 교회이며, 현재는 미술 전시관이다. 14세기-15세기의 프레스코화의 일부가 소장 중이다.
- 고딕 양식의 도시 탑.
- 마르초코 (Marzocco, 16세기) 기둥과 분수.
- 파니치 카를리 궁전 (Palazzo Panichi Carli, 16세기).
- 모로니 궁전 (Palazzo Moroni, 16세기) - 지역 고고학 미술관.

## 자매 도시
- 벨기에 에코산네
- 독일 그렌차흐뷜렌
- 프랑스 빌레파리시
- 폴란드 즈둔스카볼라
- 미국 몽고메리
- 일본 우쓰노미야시